# 无头浏览器
无头浏览器指的是没有图形用户界面的浏览器。
无头浏览器在类似于流行网络浏览器的环境中提供对网页的自动控制，但是通过命令行界面或使用网络通信来执行。
它们对于测试网页特别有用，因为它们能够像浏览器一样呈现和理解超文本标记语言，包括页面布局、颜色、字体选择以及JavaScript和AJAX的执行等样式元素，这些元素在使用其他测试方法时通常是不可用的。

## 用例
无头浏览器通常用来：
- Web应用程序中的测试自动化。
- 拍摄网页截图
- 对JavaScript库运行自动化测试
- 收集网站数据
- 自动化网页交互